# Acrotrema
Acrotrema Jack – rodzaj roślin należący do rodziny ukęślowatych (Dilleniaceae Salisb.). Obejmuje 10 gatunków występujących naturalnie w Azji Południowo-Wschodniej oraz na Sri Lance.

## Systematyka
Rodzaj ten należy do podrodziny Dillenioideae Burnett w obrębie rodziny ukęślowych.
Wykaz gatunków
| - Acrotrema agastyamalayanum E.S.S.Kumar, Dan & G.M.Nair - Acrotrema arnottianum Wight - Acrotrema costatum Jack - Acrotrema dissectum Thwaites - Acrotrema intermedium Thwaites | - Acrotrema lanceolatum Hook. - Acrotrema lyratum Thwaites - Acrotrema thwaitesii Hook.f. & Thomson - Acrotrema uniflorum Hook. - Acrotrema walkeri Wight ex Thwaites |